# Odontosoria quadripinnata
Odontosoria quadripinnata là một loài dương xỉ trong họ Lindsaeaceae. Loài này được Lehtonen mô tả khoa học đầu tiên năm 2011.